# Château de Carmarthen
Le château de Carmarthen (Carmarthen Castle en anglais, Castell Caerfyrddin en gallois) est un château fort médiéval en ruines situé à Carmarthen, dans le sud-ouest du pays de Galles.
Fondé au début du XIIe siècle, il est l'objet de luttes fréquentes entre le royaume d'Angleterre et les princes gallois du Deheubarth et du Gwynedd tout au long des XIIe et XIIIe siècles. Après la conquête du pays de Galles, il joue un rôle plus administratif que militaire, mais voit encore se dérouler des combats lors de la révolte des Gallois au XVe siècle, puis lors de la Première révolution anglaise au XVIIe siècle.
Le château sert également de prison durant une longue partie de son histoire. Cela devient son seul rôle après la Restauration, avec une nouvelle prison construite par l'architecte John Nash à la fin du XVIIIe siècle. Après la fermeture de la prison, en 1934, le site du château accueille le nouveau County Hall du Carmarthenshire.
Les ruines du château de Carmarthen sont protégées en tant que monument classé de grade I depuis 1954.

## Histoire

### Une place forte disputée entre Anglais et Gallois

#### XIIesiècle
Le premier château de Carmarthen est fondé dans la première décennie du XIIe siècle, peut-être vers 1106. Le shérif du Gloucestershire Gautier de Gloucester (en) est envoyé par le roi d'Angleterre Henri Ier défendre Carmarthen en 1109, date parfois retenue comme marquant la fondation du château. Dès 1116, le château est attaqué par Gruffydd ap Rhys, prince du Deheubarth. La basse-cour est incendiée, mais le donjon résiste.
La mort d'Henri Ier, en 1135, et la période de l'Anarchie qui s'ensuit en Angleterre permettent aux Gallois de prendre le contrôle du château de Carmarthen en 1137. Le comte de Pembroke Gilbert de Clare le reprend en 1145 et le fait reconstruire, mais il repasse aux mains de Cadell ap Gruffydd de Deheubarth peu de temps après.
Le successeur de Cadell, Rhys ap Gruffydd, semble avoir remis le château de Carmarthen au roi d'Angleterre Henri II en 1158. Il se révolte l'année suivante et brûle plusieurs châteaux avant d'assiéger celui de Carmarthen, qui lui résiste. Le siège prend fin à l'arrivée d'une armée de secours anglaise. Si Henri accorde à Rhys la majeure partie du Deheubarth en 1171, Carmarthen reste la propriété de la couronne anglaise. À la mort d'Henri, en 1189, Rhys assiège à nouveau le château, mais il doit lever le siège lorsque le prince Jean sans Terre arrive à la tête d'une armée. Il finit par s'en emparer lors de sa dernière campagne militaire contre les Anglais, en 1196.

#### XIIIesiècle
À la mort de Rhys, en 1197, ses fils se disputent son héritage, ce qui place les Anglais en position de force. En 1200, Jean sans Terre, devenu roi d'Angleterre, accorde les châteaux de Carmarthen et Cardigan à l'un d'entre eux, Maelgwn. Ils se brouillent par la suite et Jean reprend les deux châteaux pour les confier en 1214 à un vassal fidèle, le comte de Pembroke Guillaume le Maréchal. Dès l'année suivante, cependant, Llywelyn le Grand, roi du Gwynedd, s'empare de Carmarthen après un siège de cinq jours et fait raser son château. Il rend ensuite la place de Carmarthen à Maelgwn.
La couronne anglaise reprend le contrôle de Carmarthen en 1223 et les places fortes de Carmarthen et Cardigan sont confiées au fils de Guillaume le Maréchal, également nommé Guillaume. Il les rend en 1226 au roi Henri III, qui les confie à son favori Hubert de Burgh de 1228 jusqu'à sa chute, en 1232. Le château de Carmarthen redevient alors une propriété royale. Il est assiégé en 1233 par Richard le Maréchal, allié aux Gallois contre Henri III, mais une flotte de secours commandée par Henry de Turberville permet aux Anglais d'être victorieux. Le troisième fils de Guillaume le Maréchal, Gilbert le Maréchal (en), reçoit le château en 1234 et le conserve jusqu'à sa mort, en 1241.
Le château de Carmarthen fait ensuite retour à la couronne anglaise. Il n'est plus confié à un baron des marches galloises, mais constitue l'une des principales bases militaires anglaises dans la lutte contre Llywelyn le Dernier. Après la conquête du pays de Galles par Édouard Ier, en 1283, Carmarthen devient le siège du nouveau comté de Carmarthenshire.

### Un centre administratif anglais

#### XIVesiècle
Le Carmarthenshire fait partie de la principauté de Galles, fief directement tenu par le roi d'Angleterre. En 1301, Édouard Ier en fait un apanage pour son fils Édouard, le premier prince de Galles anglais. Le château de Carmarthen joue dès lors un rôle plus administratif que militaire. Il est notamment le siège du justicier des Galles du Sud (en), un officier royal aux pouvoirs étendus dans le domaine juridique et financier. La place forte joue également le rôle de prison.
En 1321, lors de la guerre des Despenser, le baron Roger Mortimer de Chirk refuse de remettre le château aux représentants du roi Édouard II. La place forte est mise en état de défense, mais la révolte échoue au bout de quelques mois. Le neveu de Mortimer, Roger Mortimer de Wigmore, recouvre la garde de Carmarthen après la déposition d'Édouard II, en 1327, jusqu'à sa chute en 1330.
Le château de Carmarthen est mis en état de défense contre d'éventuelles incursions françaises pendant la guerre de Cent Ans. La charge de justicier devient durant cette période une sinécure que le roi attribue à ses favoris et dont le détenteur ne réside plus au château.

#### XVe–XVIesiècle
Pendant la révolte des Gallois menée par Owain Glyndŵr, le château de Carmarthen est capturé à deux reprises par les rebelles. En juillet 1403, le connétable du château, Roger Wigmore, ouvre ses portes à l'armée galloise, mais le roi Henri IV reprend le contrôle de la place au mois de septembre. Glyndŵr envahit à nouveau le Carmarthenshire en 1405 et s'empare à nouveau du château, mais la région lui échappe dès l'année suivante et il doit se retirer vers le nord. La garnison du château de Carmarthen est démobilisée en 1411, signe de l'échec de la révolte de Glyndŵr.
Au cours de la guerre des Deux-Roses, le contrôle du château bascule à plusieurs reprises entre les maisons de Lancastre et d'York. Le connétable Gruffudd ap Nicolas (en), proche de la maison de Lancastre, est chassé en 1455 par Richard d'York après la première bataille de St Albans. Le château repasse à un Lancastrien, Jasper Tudor, en 1457, mais Richard en reprend le contrôle en 1460. Le Yorkiste William Herbert est nommé justicier l'année suivante. Après son exécution, en 1469, le comte de Warwick Richard Neville se saisit de Carmarthen et du poste de justicier. Les Lancastre recouvrent ainsi le château, mais après la victoire des Yorkistes en 1471, le fils de William Herbert, également nommé William, est nommé justicier par Édouard IV.
Les Laws in Wales Acts de 1535 et 1542 réduisent significativement les pouvoirs du justicier. Le château de Carmarthen reste le siège de la cour de circuit des Galles du Sud, mais les officiers royaux cessent d'y résider au XVIe siècle. Les sources écrites ne mentionnent plus de travaux sur le château après 1546. Il continue cependant à servir de prison.

### Du château à la prison

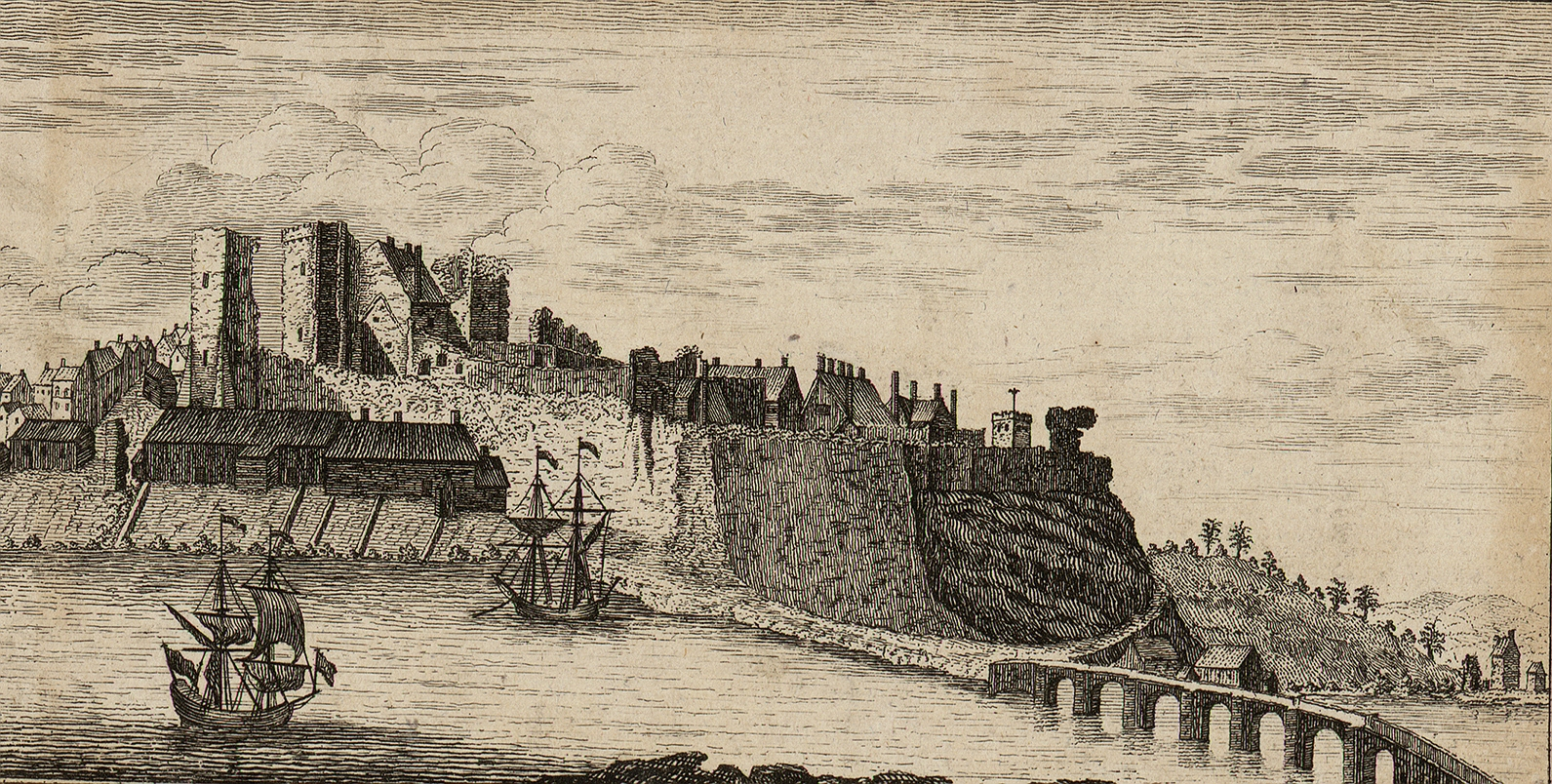
Le château et la ville de Carmarthen (gravure de Thomas Pennant, 1781).

Le château de Carmarthen est vendu dans les années 1620 à des particuliers, la famille Philips de Cwmgwili. Lorsque la Première révolution anglaise éclate, en 1642, il est aux mains de la famille Vaughan de Golden Grove, dont le chef, Richard Vaughan (en), est titré comte de Carbery (en). Il se range dans le camp royaliste et le roi Charles Ier le nomme commandant en chef des Galles du Sud. Les forces parlementaires, commandées par le général-major Rowland Laugharne (en), s'emparent de la ville de Carmarthen en avril 1644, mais le château leur résiste jusqu'au 12 octobre 1645.
Les défenses du château de Carmarthen sont démantelées en 1660, après la Restauration. Il perd toute fonction militaire ou administrative et ne sert plus dès lors que de prison. L'architecte John Nash supervise la reconstruction de la prison entre 1789 et 1792. Une aile pour les femmes est ajoutée en 1857-1858 et la prison est agrandie en 1868-1872. Elle ferme ses portes en septembre 1924.

### De la prison au bâtiment municipal

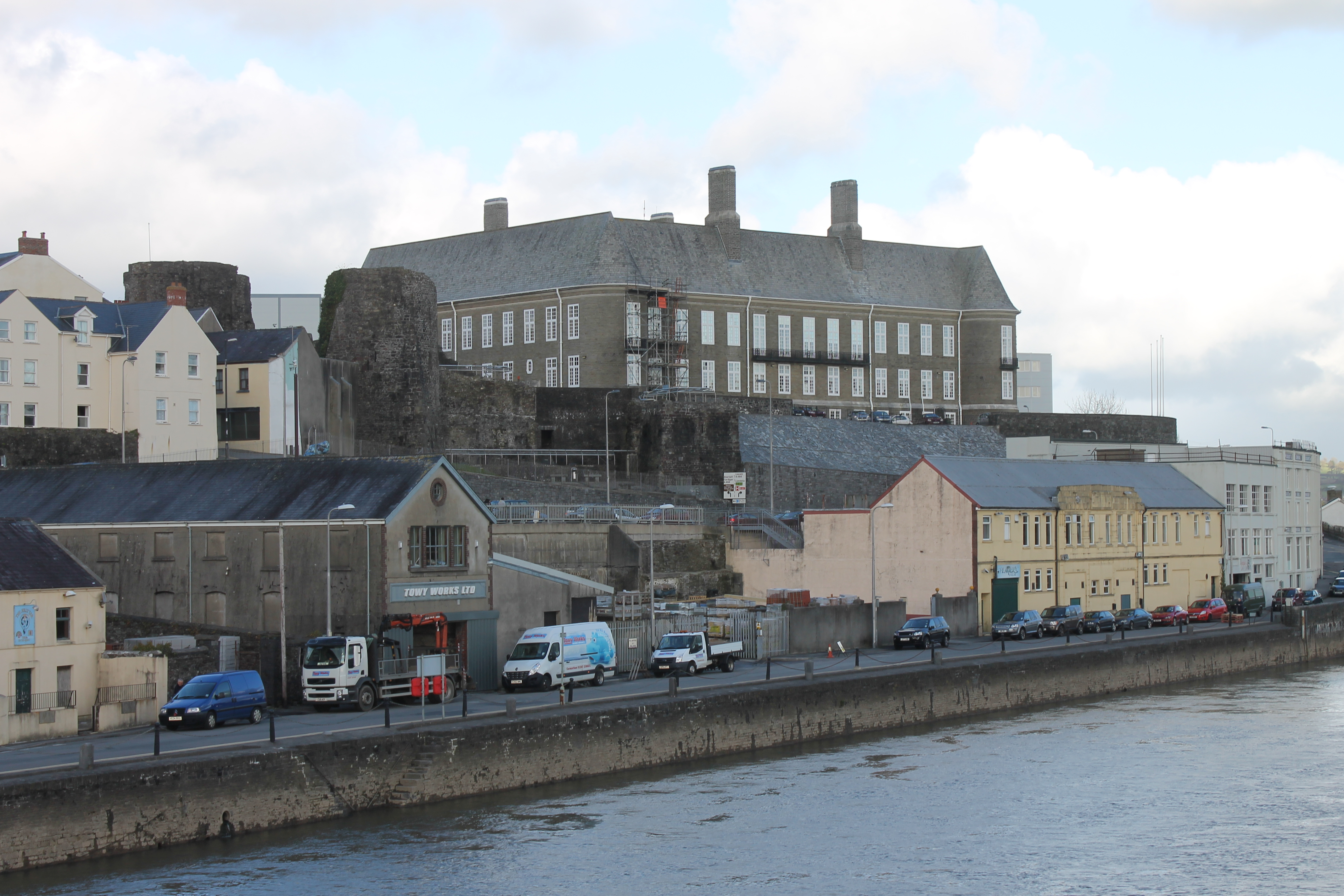
Les ruines du château, dominées par la silhouette du County Hall.

Racheté par le county council du Carmarthenshire, le site du château de Carmarthen est choisi pour accueillir les nouveaux bâtiments du council. L'ancienne prison est détruite au milieu des années 1930 et le nouveau County Hall est inauguré en 1956, sa construction ayant été retardée par la Seconde Guerre mondiale.

Les ruines du château de Carmarthen sont protégées en tant que monument classé de grade I depuis 1954. 